# Paddeæggets udvikling
|  | Denne artikel er oprettet af botten Steenthbot ud fra en ekstern database. Den kan derfor have sproglige fejl eller mangler. Denne skabelon kan fjernes efter kontrol af indholdet. |

Paddeæggets udvikling er en dansk dokumentarfilm fra 1956.

## Handling
Paddeæggets udvikling vist på præparater og på levende æg. Arten af padderne er axolotler. Tidsforkortede optagelser.